# 1522 en science
| Années de la science : 1519 - 1520 - 1521 - 1522 - 1523 - 1524 - 1525    |
| Décennies de la science : 1490 - 1500 - 1510 - 1520 - 1530 - 1540 - 1550 |

Cet article présente les faits marquants de l'année 1522 en science.

## Événements

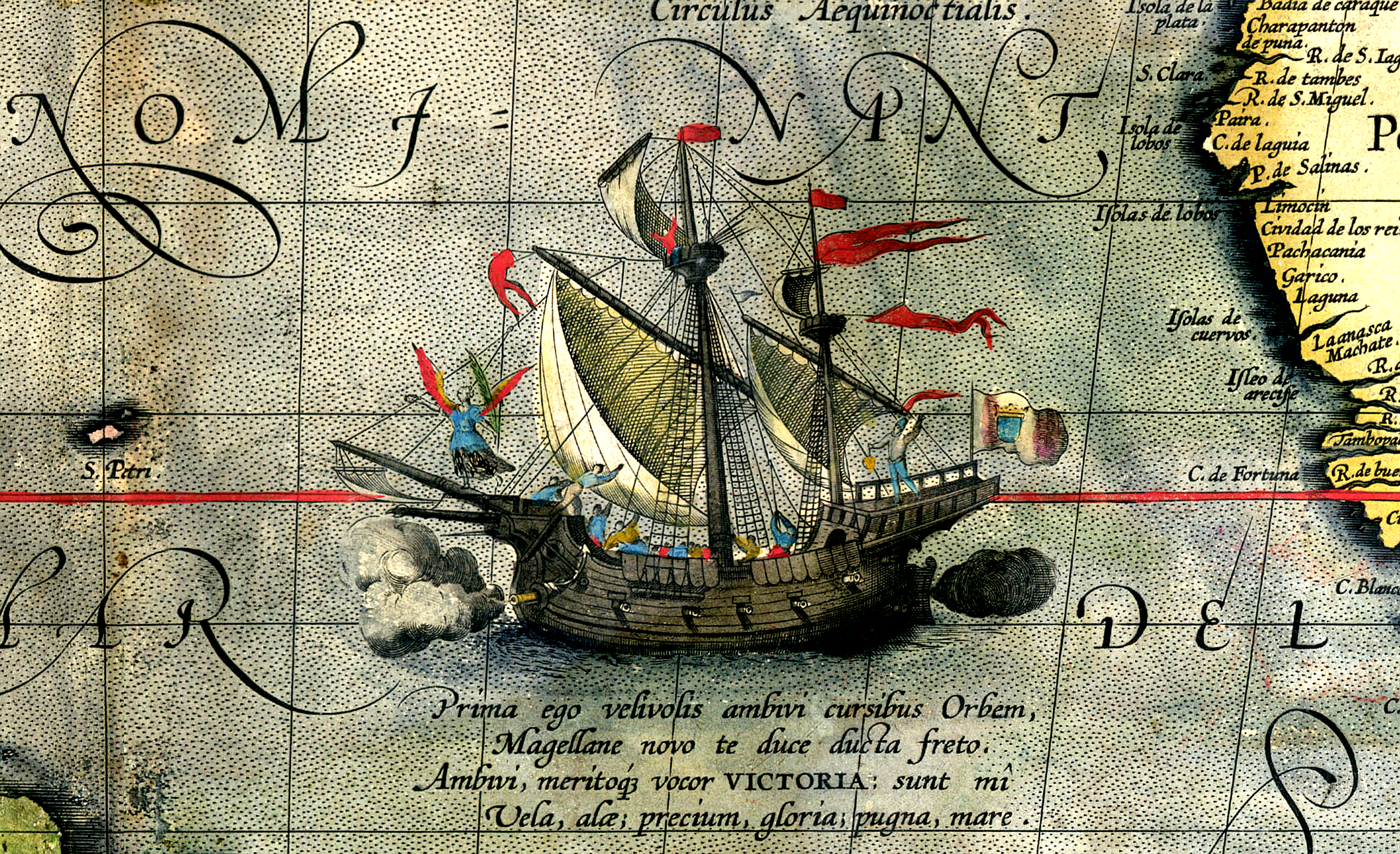
La Victoria sur une carte d'Ortelius de la fin du XVIe siècle.

- 18 mai : La Victoria passe le cap de Bonne-Espérance[1].
- 6 septembre : La Victoria, navire de l'expédition de  Magellan, avec seulement dix-huit membres d'équipage rentre à Sanlúcar de Barrameda en Espagne. C'est le premier navire à avoir effectué la circumnavigation complète du globe[1].

- Antonio Pigafetta, chargé du journal de bord, rédige la Relation du premier voyage autour du monde par Magellan[2].

## Publications
- Adam Ries : Rechenung auff der linihen und federn…, 1522 ;
- Johannes Werner : In hoc opere haec continentur. Libellvs Ioannis Verneri Nvrembergen. Svper Vigintidvobvs Elementis Conicis. Comentarius seu paraphrastica enarratio in vndecim modos conficiendi eius Problematis quod Cubi duplicatio dicitur. Eivsdem. Comentatio in Dionysodori problema, quo data sphæra plano sub data secat ratione, Alivs modus idem problema coficiendi ab eodem Ioanne Vernero nouissime copertus demostratusq; de motu octauæ Sphæræ, Tractatus duo. Summaria enarratio Theoricæ motus octau Sphæræ., Nürnberg, Petrejus 1522.

## Naissances

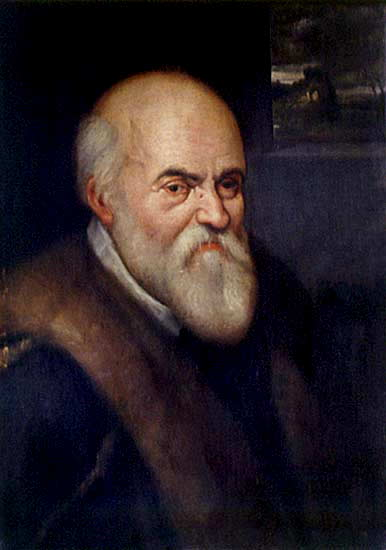
Ulisse Aldrovandi
Portrait attribué à Agostino Carracci

- 2 février : Ludovico Ferrari (mort en 1565), mathématicien italien.
- 11 septembre : Ulisse Aldrovandi (mort en 1605), scientifique italien.

- Augier Busbeck (mort en 1592), diplomate et botaniste néerlandais.
- Vers 1522 : Toussaint de Bessard (mort en 1580), mathématicien et hydrographe français.

## Décès
- 1er janvier : Johannes Stabius (né vers 1460), humaniste, cartographe et historien autrichien.
- Mai : Johannes Werner (né en 1468), mathématicien, astronome, astrologue, géographe et cartographe allemand.